# Chiesa di San Francesco d'Assisi all'Immacolata (Caltagirone)

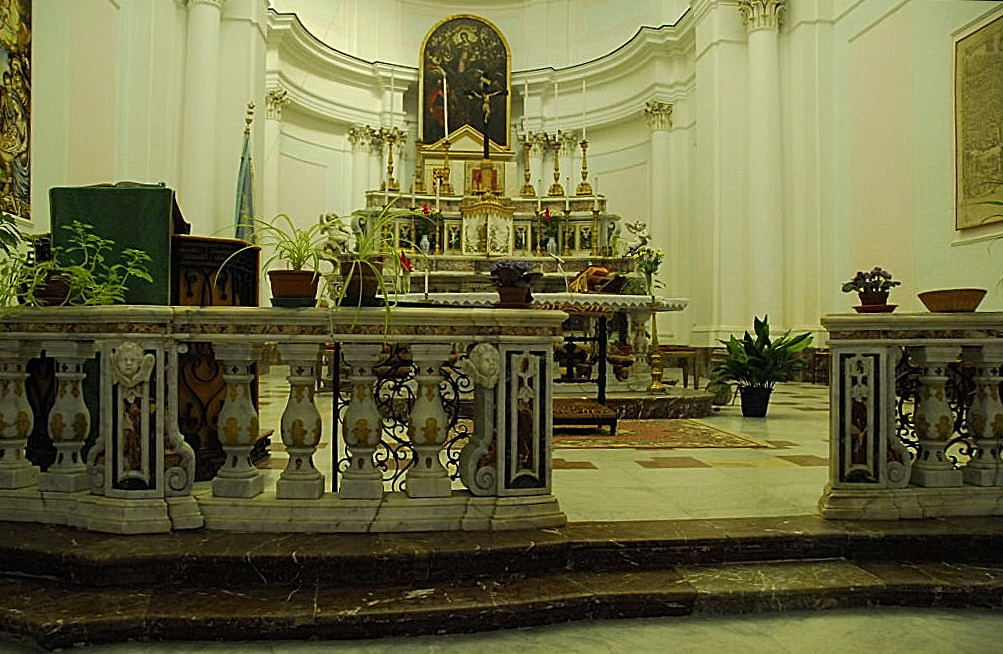
Altare maggiore.

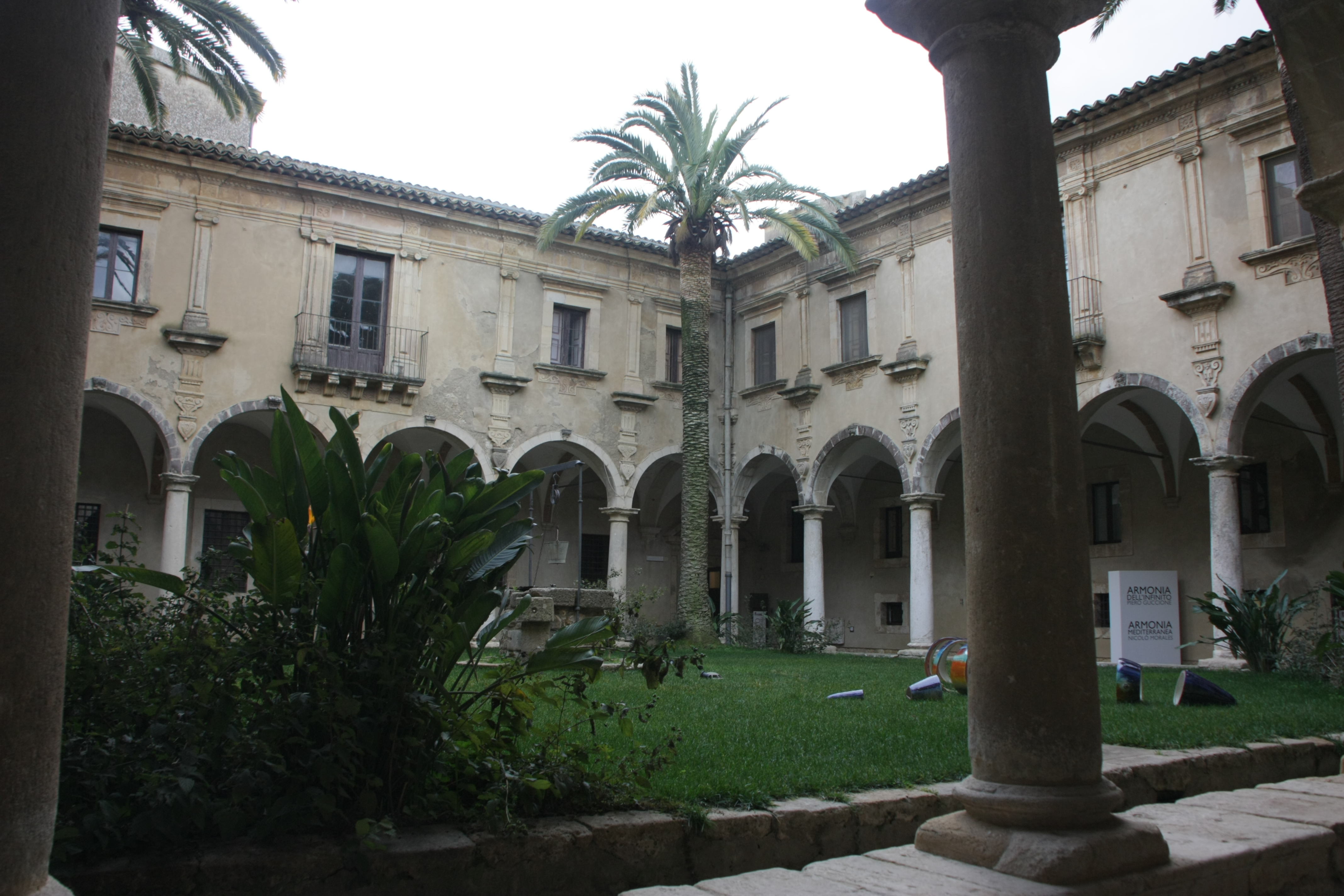
Chiostro.

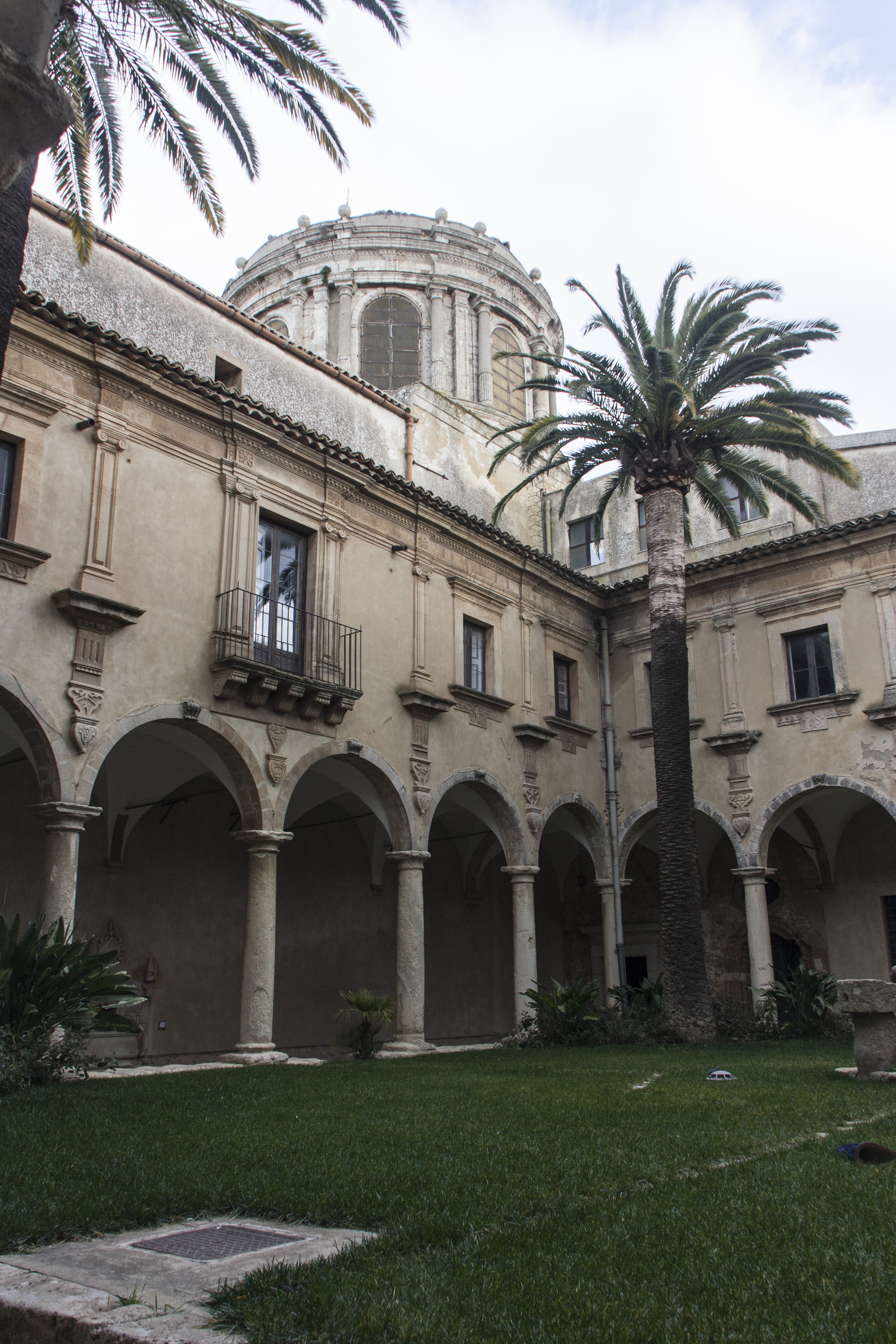
Chiostro.

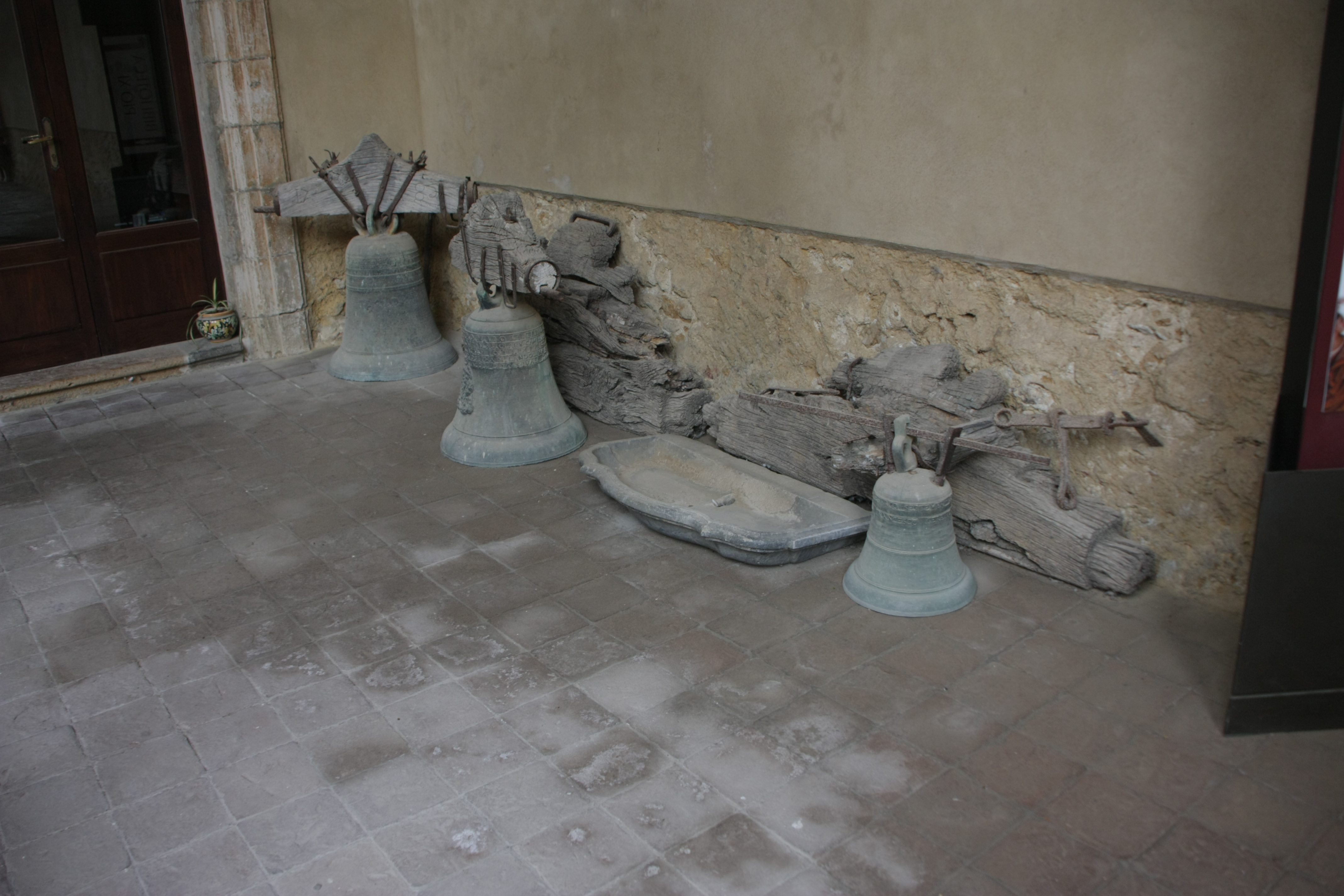
Chiostro.

La chiesa di San Francesco d'Assisi all'immacolata, o semplicemente chiesa dell'Immacolata, insieme all'ex convento dell'Ordine dei frati minori conventuali, costituisce un polo monumentale ubicato in Piazza San Francesco d'Assisi - nei pressi del ponte omonimo - nel centro storico di Caltagirone.

## Storia

### Epoca sveva
La tradizione locale indica in San Francesco d'Assisi il fondatore dell'istituzione conventuale calatina. Nel 1219, Francesco si recò ad Ancona per imbarcarsi per l'Egitto e Palestina, dove da due anni era in corso la quinta crociata. Durante questo viaggio, in occasione dell'assedio crociato alla città egiziana di Damietta incontrò il sultano ayyubide al-Malik al-Kāmil, nipote di Saladino. Pertanto è verosimile che durante il transito d'andata o di ritorno, il Serafico abbia effettuato delle tappe e soste in terra di Sicilia fondando conventi.
La primitiva struttura era originariamente consacrata a San Michele Arcangelo. Edificata in forme gotiche nel 1236 da uno dei più devoti seguaci di San Francesco, il beato Riccardo, assunse il titolo di San Francesco all'Immacolata, dal momento che i religiosi dell'Ordine dei frati minori conventuali vi introdussero ed incrementarono le devozioni verso il Padre Serafico e per la Vergine Maria sotto il titolo di Immacolata Concezione.

### Epoca aragonese - spagnola
Modificata nel XVI secolo, nei suoi cantieri lavorarono a partire dal 1592 alcuni esponenti dei Gagini: Antonuzzo e Giandomenico Gagini junior. Il vicino ponte di San Francesco, costruito nel 1626 - 1666 e successivamente decorato da maioliche, collega la collina del convento con il piano di San Giuliano.
Ricostruita dopo il terremoto del Val di Noto del 1693 in stile barocco sui resti della precedente chiesa. Dell'originaria struttura gotica conserva una cappella con volta a crociera.

### Epoca contemporanea
Non si conosce il nome di chi progettò per primo la nuova facciata subito dopo il sisma con quattro nicchie ospitanti figure di santi francescani, tuttavia già nel 1727 furono incaricati gli architetti catanesi Tommaso Amato e Francesco Battaglia di completarla "di tutto punto", compresi i quattro tabelloni con simboli mariani. Le quattro raffigurazioni contornavano la nicchia per la statua dell'Immacolata Concezione scolpita dal palermitano Giovanni Travaglia nel 1627 e posta originariamente su un piedistallo davanti alla chiesa.
Nel 1807, fu realizzata nella facciata la piccola abside con cupolino. Completata con il campanile nel 1852 e la cupola, rimasta incompiuta.
I bombardamenti aerei del secondo conflitto mondiale nel pomeriggio del 9 luglio 1943 hanno arrecato danni nelle strutture conventuali.
In funzione del caratteristico prospetto e delle opere custodite, l'intero aggregato monumentale è stato recentemente inserito nel patrimonio storico - artistico appartenente al Fondo edifici di culto.

## Esterno
Si accede al sagrato attraverso una scalinata a ventaglio, un paio di metri separano il piano stradale dallo spiazzo sacro delimitato da pilastrini e ringhiera in ferro battuto. Ulteriori rampe raccordano il piano antistante i varchi d'accesso col piano di calpestio interno del tempio. Dei tre varchi primitivi sono rimasti attivi il grande portale centrale e il portalino sinistro, l'ingresso destro è stato trasformato i cappella absidata.
La parte monumentale del prospetto è costituita dalla partizione interna compresa fra i due spioventi laterali limitati - questi ultimi - al primo ordine.
Cornicioni - marcapiano con dadi aggettanti in corrispondenza delle colonne più avanzate, ripartiscono in prospetto in tre livelli chiusi da un lunettone sommitale (doppio timpano ad arco sovrapposti, spezzato quello aggettante). Sull'asse mediano verso l'alto si alternano il portale, la nicchia dell'Immacolata, il grande finestrone con cornice e lo stemma dell'ordine.
I grandi altorilievi dei quattro quadranti sono delimitati da colonne di fondo e colonne aggettanti collocate su alti plinti, ornate da capitelli dorici al primo livello e capitelli corinzi al secondo. Al terzo livello grandi volute con riccioli raccordano l'ultimo cornicione, festoni di volute, riccioli e vasotti fiammati completano la decorazione, una croce apicale in ferro battuto chiude la prospettiva.
La facciata rivolta ad occidente si presenta a due ordini su cui campeggiano sculture - stemmi sostenuti da putti e decorati con festoni fitomorfi e foglie d'acanto - riproducenti gli elementi della simbologia mariana: in basso da sinistra la Palma, in senso orario la Torre di Davide, la Porta del cielo e l'albero di Cedro. Al centro, nella nicchia sopra l'ingresso, la statua raffigurante l'Immacolata Concezione. In alto, nella lunetta campeggia l'emblema araldico francescano raffigurante il braccio di Cristo incrociato con il braccio manicato di San Francesco con la croce sullo sfondo, entrambi con le mani mostranti le stimmate.
Cupola: E' sprovvista della calotta e del lanternino che non furono mai realizzati dopo il rovinoso crollo, avvenuto nel corso dei lavori di completamento il 24 novembre 1702. Sul tamburo si aprono otto finestroni ad arco delimitati da colonne e lesene, sul cornicione dall'articolata modanatura, ad ogni coppia di capitelli corrisponde una coppia di sfere in pietra bianca.
Campanile: la torre svetta agile accanto alla cupola, costruita nel 1852 nella sola cella campanaria su progetto dell'architetto caltagironese Salvatore Marino. Le quattro monofore dono delimitate da lesene scanalate con capitelli ionici, a loro volta sormontate da timpani a triangolo. Il cupolino e percorso da caratteristiche nervature radiali, lanternino con pinnacolo. La cella campanaria è decorata ai vertici con coppie di pinnacoli ad obelisco e sfera sommitale. Tutte le decorazioni sono dotate di puntali e banderuole segnavento.

## Interno
Tracce dell'edificio del XIII sono presenti all'interno nella sagrestia, a sinistra dell'abside.

### Navata destra
Controfacciata: Cappella del Santissimo Sacramento Ritrovato. Nel 1807 per perpetuare un evento ritenuto miracoloso fu realizzata la piccola abside con cupolino in corrispondenza dell'entrata laterale destra del prospetto. Nel dicembre di quell'anno dalla chiesa di Santa Maria della Stella fu trafugata la pisside contenente le ostie consacrate. La vigilia di Natale, la pisside con il contenuto intatto fu ritrovata sulla scalinata della chiesa. La cappella celebrativa, chiara asimmetria nel prospetto principale, fu arricchita di stucchi e di una pavimentazione in terracotta dipinta. Al suo interno si ammira una statua lignea raffigurante l'Immacolata Concezione. Nei pennacchi del cupolino, in figure muliebri sono rappresentate le allegorie della Fede, la Giustizia, la Carità e la Speranza. Il cartiglio ornato di foglie d'acanto sull'arcata di fondo recita: "ADORABIMUS IN LOCO UBI STETERUNT PEDES EIUS", versetto 7 tratto dal Salmo 131.

## Opere
- XIX secolo, Immacolata, statua vestita di ricchi paludamenti ricamati in oro, opera attribuita a Giuseppe Vaccaro.
- ?, Reliquiario, raccolta comprendente i corpi di numerosi santi e la reliquia del legno della Santa Croce.
- XIX secolo, San Girolamo, Sant'Antonio da Padova, San Francesco d'Assisi, l'Addolorata, il Crocifisso, dipinti olio su tela, nelle rispettive cappelle, opere attribuite a Francesco Vaccaro.
- 1677, Sant'Antonio di Padova, statua lignea rivestita in argento.
- XX secolo, Presepe, grande pannello in maiolica di Antonio Ragona.

## Confraternita
- Confraternita dell'Immacolata,[2][3] sodalizio attestato presso l'Oratorio della Confraternita dell'Immacolata Concezione a partire dal 1676 e costituito dai ceramisti che avevano la propria bottega nei pressi del convento.

## Oratorio
Oratorio della Confraternita dell'Immacolata Concezione divenuto parlatorio del seminario vescovile, dedicato a monsignor Giuseppe Nicotra mantiene la funzione di sala di rappresentanza vescovile ed è spesso utilizzato per incontri e attività formative e seminariali.
Ambiente decorato da stucchi ottocenteschi, moderno rivestimento marmoreo alle pareti, sulla volta l'affresco raffigurante l'Immacolata Concezione che riceve l'omaggio dei quattro continenti rappresentati da figure femminili recanti doni alla Vergine.
- ?, Crocifisso, artistico manufatto in terracotta e rame.

## Convento
Nel 1866 dopo l'emanazione delle leggi eversive e l'incameramento dei beni posseduti dagli ordini religiosi da parte dello Stato Italiano, il convento subì vari passaggi di proprietà e di destinazione. I locali, prima di essere restituiti alle autorità ecclesiastiche, furono trasformati in caserma e in tribunale.
Solo nel 1911 l'allora vescovo monsignore Damaso Pio De Bono e il pro-sindaco don Luigi Sturzo vi insediarono la sede vescovile e il seminario diocesano, affidato sin dal 1905 ai Padri della Missione di San Vincenzo de' Paoli, esuli di nazionalità francese.
L'ex convento ospita anche la Biblioteca Pio XI, gli Uffici diocesani e l'antica Cappella del seminario, realizzata in stile neogotico e splendidamente affrescata.
Chiostro: l'ambiente presenta un impianto di forma quadrata adiacente al lato destro della chiesa. È composto da un loggiato coperto da una sequenza di volte a crociera (6 arcate x 6), sostenuto da colonne monolitiche di stile dorico sopraelevate da un basamento costituito dal muro perimetrale. Le coperture a falda inclinata sono costituite da un sistema di capriate lignee. Gioacchino di Marzo documenta i manufatti come opere di Giandomenico Gagini junior, all'artista sono assegnati la scalinata d'ingresso, il portale, i due chiostri e portici del complesso.
All'interno del quadriportico un giardino con palme, al centro il pozzo e la fontanetta claustrale utilizzati per le abluzioni del mattino. Il lavabo, murato nell'ala settentrionale, era originariamente collocato nell'atrio dove nel 1933 furono edificati il portico e la scalinata d'accesso alla cappella del seminario. A seguito del bombardamento aereo del 1943 fu smontato e ricomposto nel sito attuale. Reca scolpiti, nel cartiglio in alto, la data del 1613 e l'iscrizione "LAVABIS ME ET SUPER NIVE(M) DEALBABOR", versetto 9 del Salmo 50.

### Seminario diocesano
Il seminario di Caltagirone fu ufficialmente aperto il 9 agosto del 1822 ed ebbe come suo primo rettore il canonico Francesco Di Paola Campoccia.
L'edificio presenta un prospetto dall'impianto retto e squadrato, la cui superficie piana, in alzato si articola su tre registri fuori terra. La facciata è segnata dalla presenza dell'ordine architettonico di matrice dorica. Molteplici le modifiche per le diverse destinazioni d'uso.

### Museo diocesano
- 1516, Madonna della Salute, statua marmorea, opera di Antonello Gagini.

### Cappella Neogotica
Ambiente realizzato da vescovo Giovanni Bargiggia.